# ᶱ
Cette page contient des caractères spéciaux ou non latins. S’ils s’affichent mal (▯, ?, etc.), consultez la page d’aide Unicode.
ᶱ, appelée o rayé en exposant, o rayé supérieur ou lettre modificative o rayé, est un symbole phonétique utilisé dans certaines variantes non standard de l’alphabet phonétique international. Il est formé de la lettre o rayé ‹ ɵ › mise en exposant.

## Utilisation
Dans certaines variantes de l’alphabet phonétique international non standard, l’o rayé en exposant est utilisé pour représenter des diphtongues. En 1968, Thomas Gay recommande d’utiliser le symbole en exposant pour la deuxième partie mineure des diphtongues.

## Représentations informatiques
La lettre modificative o rayé peut être représenté avec les caractères Unicode suivants (Latin étendu – extensions phonétiques – supplément) :
| formes       | représentations | chaînes de caractères | points de code | descriptions                         | note                            |
| ------------ | --------------- | --------------------- | -------------- | ------------------------------------ | ------------------------------- |
| modificative | ᶱ               | ᶱ                     | U+1DB1         | lettre modificative minuscule o rayé | codé pour le symbole phonétique |